# Вікнянська сільська територіальна громада (Чернівецька область)
Вікнянська сільська громада — територіальна громада України, в Чернівецькому районі Чернівецької області. Адміністративний центр — село Вікно.
Площа громади — 60,78 км², населення — 3223 мешканці (2018).
Утворена 26 вересня 2017 року шляхом об'єднання Брідоцької, Вікнянської, Митківської, Мосорівської, Онутської та Самушинської сільських рад Заставнівського району.

## Населені пункти
До складу громади входять 8 сіл: Брідок, Вікно, Дорошівці, Митків, Мосорівка, Онут, Самушин та Товтри.